# Jane Greaves
Pour les articles homonymes, voir Greaves.
Jane S. Greaves est une scientifique britannique, professeure en astronomie à l'université de Cardiff.

## Biographie
À l'Université de St Andrews, elle a dirigé l'équipe qui a découvert une protoplanète dans le disque protoplanétaire autour de l'étoile jeune HL Tauri.
En 2018, elle annonce les résultats préliminaires des études sur la présence de phosphore dans les restes de supernova, indiquant que le niveau de phosphore dans la nébuleuse du Crabe est beaucoup plus bas que dans Cassiopée A, ce qui conduit à des spéculations selon lesquelles une pénurie de phosphore pourrait limiter la formation de vie extraterrestre,.
Le 14 septembre 2020, son équipe annonce la découverte de phosphine dans l'atmosphère de Vénus. Le résultat est cependant rapidement contesté.

## Distinctions
En 2017, elle reçoit la médaille Fred Hoyle et le prix de l'Institute of Physics (IOP) pour sa « contribution significative à notre compréhension de la formation des planètes et de l'habitabilité des exoplanètes grâce à son imagerie séminale de disques de débris autour d'étoiles semblables au Soleil et de corps du système solaire à l'aide de télescopes infrarouges ».

## Publications
- (en) J. S. Greaves, M. C. Wyatt, W. S. Holland et al., « The debris disc around tau Ceti: a massive analogue to the Kuiper Belt », Monthly Notices of the Royal Astronomical Society, vol. 351, no 3,‎ 2004, L54–L58 (lire en ligne, consulté le 14 août 2007).
- (en-US) Jane S. Greaves, « Disks Around Stars and the Growth of Planetary Systems », Science, vol. 307, no 5706,‎ janvier 2005, p. 68–71 (lire en ligne, consulté le 27 septembre 2007).